# Gulgong
Gulgong is een plaats in de Australische deelstaat New South Wales en telt 2021 inwoners (2006).